# Норт-Ейміті (Нью-Йорк)
Норт-Ейміті (англ. North Amityville) — переписна місцевість (CDP) в США, в окрузі Саффолк штату Нью-Йорк. Населення — 18 643 особи (2020).

## Географія
Норт-Ейміті розташований за координатами 40°42′2″ пн. ш. 73°24′42″ зх. д. / 40.70056° пн. ш. 73.41167° зх. д. (40.700427, -73.411780).  За даними Бюро перепису населення США в 2010 році переписна місцевість мала площу 6,10 км², уся площа — суходіл.

## Демографія
Згідно з переписом 2010 року, у переписній місцевості мешкали 17 862 особи в 5333 домогосподарствах у складі 3655 родин. Густота населення становила 2930 осіб/км².  Було 5636 помешкань (924/км²).
Расовий склад населення:
| - 58,9 % — чорних або афроамериканців - 21,9 % — білих - 1,1 % — корінних американців - 1,0 % — азіатів - 0,1 % — вихідців з тихоокеанських островів - 12,8 % — осіб інших рас |

До двох чи більше рас належало 4,2 %. Частка іспаномовних становила 28,5 % від усіх жителів.
За віковим діапазоном населення розподілялося таким чином: 27,0 % — особи молодші 18 років, 60,8 % — особи у віці 18—64 років, 12,2 % — особи у віці 65 років та старші. Медіана віку мешканця становила 34,4 року. На 100 осіб жіночої статі у переписній місцевості припадало 85,7 чоловіків;  на 100 жінок у віці від 18 років та старших — 79,5 чоловіків також старших 18 років.
Середній дохід на одне домашнє господарство  становив 75 171 долар США (медіана — 70 660), а середній дохід на одну сім'ю — 87 011 долар (медіана — 84 532). Медіана доходів становила 43 648 доларів для чоловіків та 37 430 доларів для жінок. За межею бідності перебувало 8,0 % осіб, у тому числі 7,1 % дітей у віці до 18 років та 12,0 % осіб у віці 65 років та старших.
Цивільне працевлаштоване населення становило 9157 осіб. Основні галузі зайнятості: освіта, охорона здоров'я та соціальна допомога — 28,2 %, роздрібна торгівля — 14,4 %, виробництво — 10,3 %, транспорт — 9,0 %.